# Gemelli siamesi
I gemelli siamesi sono una coppia di gemelli identici uniti in una parte del corpo dalla nascita.
Sono state proposte due possibili spiegazioni della causa dei gemelli siamesi. Quello generalmente accettato è la fissione, in cui l'uovo fecondato si divide parzialmente. L'altra spiegazione, non più ritenuta accurata, è la fusione, in cui l'uovo fecondato si separa completamente, ma le cellule staminali (che cercano cellule simili) trovano cellule staminali simili sull'altro gemello e fondono i gemelli insieme. I gemelli siamesi condividono un unico corion comune, placenta e sacco amniotico in utero, ma anche alcuni gemelli monozigoti ma non siamesi.
Il 9 gennaio 2014 si è registrato il primo caso di parto/aborto gemellare siamese nelle balene.

## Origine del termine
Il termine "siamese" deriva dal caso più celebre, quello di Chang ed Eng Bunker, gemelli nati nel Siam (l'attuale Thailandia) nel 1811 uniti al torace da una striscia di cartilagine e dai loro fegati fusi.
Chang ed Eng Bunker, dopo essere emigrati negli Stati Uniti, lavorarono a lungo nel circo Barnum: sposarono due sorelle, ebbero 21 figli e vissero fino all'età di 62 anni.

## Storia

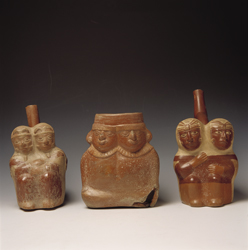
Ceramica Moche raffigurante gemelli siamesi. 300 d.C. Collezione del Museo Larco a Lima, Perù.

La cultura Moche dell'antico Perù raffigurava gemelli siamesi nelle loro ceramiche risalenti al 300 d.C. Scrivendo intorno al 415 d.C., Sant'Agostino di Ippona, nel suo libro La città di Dio, si riferisce a un uomo "doppio nella parte superiore, ma singolo nella parte inferiore, con due teste, due petti, quattro mani, ma un corpo e due piedi come un uomo comune."
Secondo Teofane Confessore, storico bizantino del IX secolo, intorno al 385/386 d.C., "nel villaggio di Emmaus in Palestina, nacque un bambino perfettamente normale sotto l'ombelico ma diviso sopra di esso, in modo che avesse due petti e due teste, ognuna dotata di sensi. Una mangiava e beveva ma l'altra non mangiava; una dormiva ma l'altra restava sveglia. C'erano momenti in cui giocavano tra loro, quando entrambi piangevano e si picchiavano. Vissero per poco più di due anni. Uno morì mentre l'altro visse per altri quattro giorni e anch'esso morì".
In Arabia, i fratelli gemelli Hashim ibn Abd Manaf e 'Abd Shams sono nati con la gamba di Hashim attaccata alla testa del fratello gemello. La leggenda dice che il loro padre, Abd Manaf ibn Qusai, separò i suoi figli siamesi con una spada e che alcuni sacerdoti credevano che il sangue che era fluito tra loro significasse guerre tra la loro progenie (si verificarono scontri tra Banu al'Abbas e Banu Ummaya ibn ' Abd Shams nell'anno 750 AH). Il poliedrico musulmano Abū al-Rayhān al-Bīrūnī descrisse i gemelli siamesi nel suo libro Kitab-al-Saidana.
Nel 954, Leone Diacono, storico bizantino, fu il primo che descrisse un caso di gemelli congiunti. Nell'antichità e nel medioevo la nascita dei gemelli congiunti veniva collegata alle cause più disparate: interventi del diavolo, tipo di alimentazione, posizione della donna durante la gravidanza, ecc.
In Italia si ricordano i gemelli Lazzaro e Giovanbattista Colloredo (Genova, 1617 – dopo il 1646), tra le prime testimonianze.
Le sorelle gemelle inglesi Mary ed Eliza Chulkhurst, che erano congiunte nella parte posteriore (pygopagus), vissero dal 1100 al 1134 (o dal 1500 al 1534) e furono forse il primo esempio storico più noto di gemelli siamesi. Altri gemelli siamesi a farsi notare furono i "fratelli scozzesi", presumibilmente del tipo dicephalus, essenzialmente due teste che condividevano lo stesso corpo (1460-1488, anche se le date variano); le gemelle pygopagus Elena e Giuditta di Szőny, Ungheria (1701–1723), che godettero di una breve carriera musicale prima di essere mandate a vivere in un convento; e Rita e Cristina di Parodi di Sardegna, nate nel 1829. Rita e Cristina erano gemelle dicephalus tetrabrachius (un corpo con quattro braccia) e sebbene siano morte a soli otto mesi di età, attirarono molta attenzione come curiosità quando i loro genitori le esposero a Parigi.
Diversi gruppi di gemelli siamesi vissero durante il diciannovesimo secolo e fecero carriera nelle arti dello spettacolo, sebbene nessuno raggiunse lo stesso livello di fama e fortuna di Chang e Eng. In particolare, Millie e Christine McCoy (o McKoy), gemelle pygopagus, nacquero in schiavitù nella Carolina del Nord nel 1851. Furono vendute a uno showman, JP Smith, alla nascita, ma furono presto rapite da uno showman rivale. Il rapitore è fuggito in Inghilterra ma fu ostacolato perché l'Inghilterra aveva già vietato la schiavitù. Smith si recò in Inghilterra per raccogliere le gemelle e portò con sé la loro madre, Monimia, dalla quale erano state separate. Lui e sua moglie fornirono alle gemelle un'istruzione e hanno insegnato loro a parlare cinque lingue, suonare e cantare. Per il resto del secolo, le gemelle goderono di una carriera di successo come "The Two-Headed Nightingale" e apparvero con il Barnum Circus. Nel 1912 morirono di tubercolosi a 17 ore di distanza.
Giacomo e Giovanni Tocci, uniti all'addome e al bacino, di Locana, sono stati immortalati nel racconto di Mark Twain Quei gemelli straordinari come gemelli fittizi Angelo e Luigi. I Tocci, nati nel 1877, erano gemelli dicephalus tetrabrachius, aventi un solo corpo con due gambe, due teste e quattro braccia. Dalla nascita sono stati costretti dai genitori a esibirsi e non hanno mai imparato a camminare, poiché ogni gemello controllava una gamba (nei tempi moderni, la terapia fisica permette a gemelli come i Tocci di imparare a camminare da soli). Si dice che non amassero lo spettacolo. Nel 1886, dopo aver girato gli Stati Uniti, i gemelli tornarono in Europa con la loro famiglia. Si ritiene che siano morti in quel periodo, anche se alcune fonti affermano che siano sopravvissuti fino al 1940, vivendo in isolamento in Italia.
Un caso divenuto storico, che fece il giro del mondo, fu la vicenda delle gemelle Foglia, due bambine piemontesi nate unite per il bacino nel 1958 e separate il 10 maggio 1965 all'Ospedale infantile Regina Margherita di Torino, con un intervento chirurgico sbalorditivo per l'epoca, il primo effettuato con successo in Europa. A eseguire l'intervento il professor Luigi Solerio, assistito da ventiquattro medici.
In passato molte coppie di gemelli siamesi hanno lavorato nei circhi: Daisy e Violet Hilton (1908-1969) recitarono nel film Freaks di Tod Browning; nel 1997, lo spettacolo di Broadway Side Show è stato ispirato alla loro vita.
Ronnie e Donnie Galyon (1951-2020), dell'Ohio, sono stati la coppia di gemelli siamesi più longeva del mondo (68 anni). Nel 1981 hanno recitato nel film Being Different.
Anche in epoca moderna, non sempre è possibile separare i due corpi, come dimostra il caso di Ladan e Laleh Bijani, morte durante l'intervento per separarle.

## Epidemiologia
La nascita di gemelli siamesi è un'eventualità molto rara, circa una ogni 120 000 nascite, e nei tre quarti dei casi porta a morti premature a causa delle malformazioni degli organi interni.
Si tratta di un fenomeno molto raro, che si stima si verifichi ovunque tra una nascita su 49 000 e una su 189 000 nascite, con un'incidenza leggermente più elevata nel sud-ovest asiatico e in Africa. Circa la metà nasce morta e un ulteriore terzo muore entro 24 ore. La maggior parte dei nati vivi sono femmine, con un rapporto di 3:1.

## Eziologia
L'evento dipende dalla divisione tardiva dell'embrione, e la coppia di gemelli è sempre monozigote e quindi dello stesso sesso.
Le cause del ritardo nella scissione al momento non sono scientificamente accertate ma si ipotizza siano influenzate da alcuni fattori ambientali e dall'attivazione di determinati programmi genici (ma non sembra essere un carattere ereditario).
I tipi che si presentano cambiano a seconda delle parti in cui sono uniti e degli organi che hanno in comune: solitamente si dividono in quelle che non coinvolgono il cuore e l'ombelico e quelle che coinvolgono l'ombelico. A parte, sono classificate quelle "anomale", in cui uno dei due embrioni è malformato o interno all'altro.

## Clinica

### Classificazioni

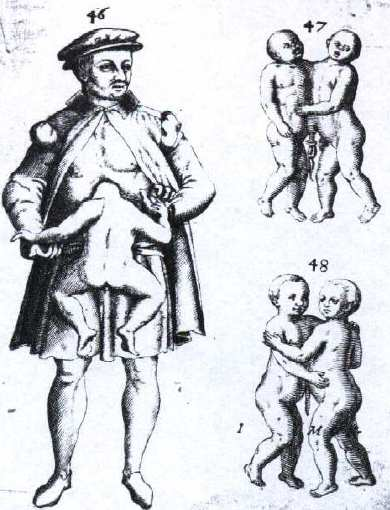
Illustrazione di un uomo adulto con un gemello parassita e due coppie di gemelli siamesi dall'edizione del 1609 di Monstrorum historia memorabilis di Johann Schenk.

I gemelli siamesi sono generalmente classificati in base al punto in cui i loro corpi sono uniti. I tipi più comuni di gemelli siamesi sono:
- Thoraco-omphalopagus (28% dei casi)[2]: Due corpi fusi dalla parte superiore del torace alla parte inferiore di esso. Questi gemelli di solito condividono il cuore e possono anche condividere il fegato o parte dell'apparato digerente[30].
- Thoracopagus (18,5%)[2]: Due corpi fusi dalla parte superiore del torace alla parte inferiore del ventre. Il cuore è sempre condiviso in questi casi.
- Omphalopagus (10%)[2]: Due corpi fusi nell'addome inferiore. A differenza del thoracopagus, il cuore non è condiviso; tuttavia, i gemelli spesso condividono un fegato, un apparato digerente, un diaframma e altri organi[30].
- Gemelli parassiti (10%)[2]: Gemelli congiunti in modo asimmetrico, risultanti in un gemello piccolo, meno formato e dipendente dagli organi del gemello più grande per la sopravvivenza.
- Craniopagus (6%)[2]: Teschi fusi, ma corpi separati. Le teste di questi gemelli possono essere congiunte nella parte posteriore, anteriore o laterale della testa, ma non sul viso o alla base del cranio[30].

Altri tipi meno comuni di gemelli siamesi includono:
- Cephalopagus: due facce sui lati opposti di un'unica testa congiunta; la parte superiore del corpo è fusa mentre le parti inferiori sono separate. Questi gemelli generalmente non possono sopravvivere a causa di gravi malformazioni cerebrali. Questo caso è anche noto come janiceps (dal nome della divinità romana bifronte Giano)[30].
- Syncephalus: una testa con una sola faccia ma quattro orecchie e due corpi[30].
- Cephalothoracopagus: corpi fusi alla testa e al torace, con due facce rivolte in direzioni opposte, o talvolta con una sola faccia e un cranio allargato[30][31].
- Xiphopagus: due corpi fusi nella cartilagine xifoidea, che si estende approssimativamente dall'ombelico allo sterno inferiore. Questi gemelli non condividono quasi mai organi vitali, ad eccezione del fegato[30]. Un famoso esempio è il caso di Chang ed Eng Bunker.
- Ischiopagus: metà inferiore fusa dei due corpi, con spine unite da un capo all'altro con un angolo di 180°. Questi gemelli hanno quattro braccia; una, due, tre o quattro gambe; e tipicamente un insieme di genitali esterni e un ano[30].
- Omphalo-Ischiopagus: fusi in modo simile ai gemelli ischiopagus, ma uno di fronte all'altro, con un addome unito, simile all'omphalopagus. Questi gemelli hanno quattro braccia e due, tre o quattro gambe[30].
- Parapagus: gemelli fusi fianco a fianco con un bacino condiviso. Quelli che sono dithoracic parapagus sono fusi all'addome e al bacino, ma non al torace. Quelli che sono parapagi diprosopici hanno un tronco e due facce. Quelli che sono diprosopic parapagus hanno un tronco e due teste e possono avere due braccia (dibrachius), tre (tribrachius) o quattro (tetrabrachius)[30].
- Craniopagus parasiticus: come il craniopagus, ma con una seconda testa incorporea attaccata alla testa dominante.
- Pygopagus o Iliopagus: due corpi uniti al bacino[30].
- Rachipagus: gemelli uniti lungo la parte posteriore del corpo, con fusione degli archi vertebrali e dei tessuti dalla testa alle natiche[32].
- Tricephalus (terzine siamesi): estremamente rara congiunzione di 3 feti. Sono noti pochissimi casi confermati, sia umani che animali[33].

## Trattamento

### Separazione
La chirurgia per separare i gemelli siamesi può variare da molto facile a molto difficile a seconda del punto di attacco e delle parti interne condivise. A causa della natura complessa di questi casi, alcune organizzazioni mediche come il Children's Hospital di Filadelfia hanno riunito team medici multidisciplinari specializzati in gemelli siamesi. La maggior parte dei casi di separazione sono estremamente rischiosi e pericolosi per la vita. Sebbene ci siano state numerose separazioni riuscite nel corso della storia, in molti casi l'intervento chirurgico provoca la morte di uno o entrambi i gemelli, in particolare se sono uniti alla testa o condividono un organo vitale. Ciò rende controversa l'etica della separazione chirurgica, in cui i gemelli possono sopravvivere se non separati. Alice Dreger della Northwestern University ha scoperto che la qualità della vita dei gemelli che rimangono uniti è superiore a quanto comunemente si suppone. Lori e George Schappell e Abby e Brittany Hensel sono esempi notevoli.
La prima separazione registrata di gemelli siamesi ebbe luogo nell'impero bizantino nel 900. Uno dei gemelli siamesi era già morto, quindi i medici del paese hanno tentato di separare il gemello morto dal gemello sopravvissuto. Il risultato ebbe un breve successo, poiché il gemello rimasto visse per tre giorni dopo la separazione. Il successivo caso registrato di separazione di gemelli siamesi avvenne diversi secoli dopo, in Germania, nel 1689. La prima separazione di successo registrata di gemelli siamesi fu eseguita nel 1689 da Johannes Fatio. Nel 1955, il neurochirurgo Harold Voris (1902-1980) e il suo team al Mercy Hospital a Chicago ha eseguito la prima operazione riuscita per separare i gemelli craniopagus (congiunti alla testa), che ha portato alla sopravvivenza a lungo termine per entrambi. Nel 1963 è stato segnalato che la gemella più grande si sviluppava normalmente, ma la gemella più piccola era permanentemente menomata.
Nel 1957, Bertram Katz e il suo team chirurgico hanno fatto la storia della medicina internazionale eseguendo la prima separazione riuscita al mondo di gemelli siamesi che condividevano un organo vitale. I gemelli Omphalopagus John Nelson e James Edward Freeman (Johnny e Jimmy) sono nati a Youngstown, Ohio, il 27 aprile 1956. I gemelli condividevano un fegato ma avevano cuori separati e sono stati divisi con successo al North Side Hospital di Youngstown, Ohio, di Bertram Katz. L'operazione è stata finanziata dalla Ohio Crippled Children's Service Society.
In epoca moderna le separazioni riuscite di gemelli siamesi includono quella di Ganga e Jamuna Shreshta nel 2001, nati a Kathmandu, in Nepal, nel 2000. L'intervento di 97 ore sulla coppia di gemelli craniopagi è stato un punto di riferimento che ha avuto luogo a Singapore; il team era guidato dai neurochirurghi Chumpon Chan e Keith Goh. Ha lasciato Ganga con danni cerebrali e Jamuna incapace di camminare. Sette anni dopo, Ganga Shrestha è morta al Model Hospital di Kathmandu nel luglio 2009, all'età di otto anni, tre giorni dopo essere stata ricoverata per il trattamento di una grave infezione al torace.
Le neonate Rose e Grace Attard, gemelle siamesi di Malta, sono state separate nel Regno Unito per ordine del tribunale Re A a causa delle obiezioni religiose dei loro genitori, Michelangelo e Rina Attard. I gemelli erano attaccati all'addome inferiore e alla colonna vertebrale. L'intervento ha avuto luogo nel novembre 2000, al St Mary's Hospital di Manchester. L'operazione è stata controversa perché Rose, la gemella più debole, sarebbe morta a causa della procedura poiché il suo cuore ei suoi polmoni dipendevano da quelli di Grace. Tuttavia, se l'operazione non fosse avvenuta, era certo che entrambi i gemelli sarebbero morti. Grace è sopravvissuta per godersi un'infanzia normale.
Nel 2003, due donne di 29 anni provenienti dall'Iran, Ladan e Laleh Bijani, che erano unite alla testa ma avevano cervelli separati (craniopagus) sono state separate chirurgicamente a Singapore, nonostante gli avvertimenti dei chirurghi secondo cui l'operazione poteva essere fatale per una o entrambe. Il loro caso complesso è stato accettato solo perché le immagini grafiche e la modellazione tecnologicamente avanzate avrebbero consentito all'équipe medica di pianificare il rischioso intervento chirurgico. Tuttavia, durante l'operazione è stata scoperta una vena maggiore non rilevata nascosta dalle scansioni. La separazione fu completata ma entrambe le donne morirono mentre erano ancora in sala operatoria.
Nel 2019 Safa e Marwa Ullah sono state separate al Great Ormond Street Hospitala Londra, Inghilterra. Le gemelle, nate a gennaio 2017, erano unite nella parte superiore della testa con cervelli separati e un cranio cilindrico condiviso con le gemelle rivolte ciascuna in direzioni opposte l'una rispetto all'altra. L'intervento è stato condotto congiuntamente dal neurochirurgo Owase Jeelani e dal chirurgo plastico professor David Dunaway. L'intervento presentava particolari difficoltà a causa di una serie di vene comuni e di una distorsione nella forma del cervello delle gemelle, che ne causava la sovrapposizione. L'intervento ha utilizzato un team di oltre 100 persone tra cui bioingegneri, modellatori 3D e un progettista di realtà virtuale. La separazione è stata completata nel febbraio 2019 dopo un totale di 52 ore di intervento chirurgico su tre operazioni separate. A partire da luglio 2019, entrambe le gemelle rimasero in buona salute e la famiglia programmò di tornare a casa in Pakistan nel 2020.

## Animali
I gemelli siamesi negli animali sono un fenomeno che esiste da circa 150 milioni di anni. Ci sono stati casi riscontrati in serpenti, tori, pesci medaka, vitelli, agnelli, squali, polli, pipistrelli, tartarughe, focene, cerbiatti, gamberi e gatti. Spesso in questi casi viene riscontrata la bicefalia. Fattori come la temperatura, le radiazioni, la tossicità chimica e la consanguineità possono incidere sulla nascita di gemelli siamesi negli animali. Se vivono in natura, questi animali spesso muoiono presto perché hanno difficoltà a sfuggire ai predatori e a procurarsi il cibo.

## Galleria d'immagini

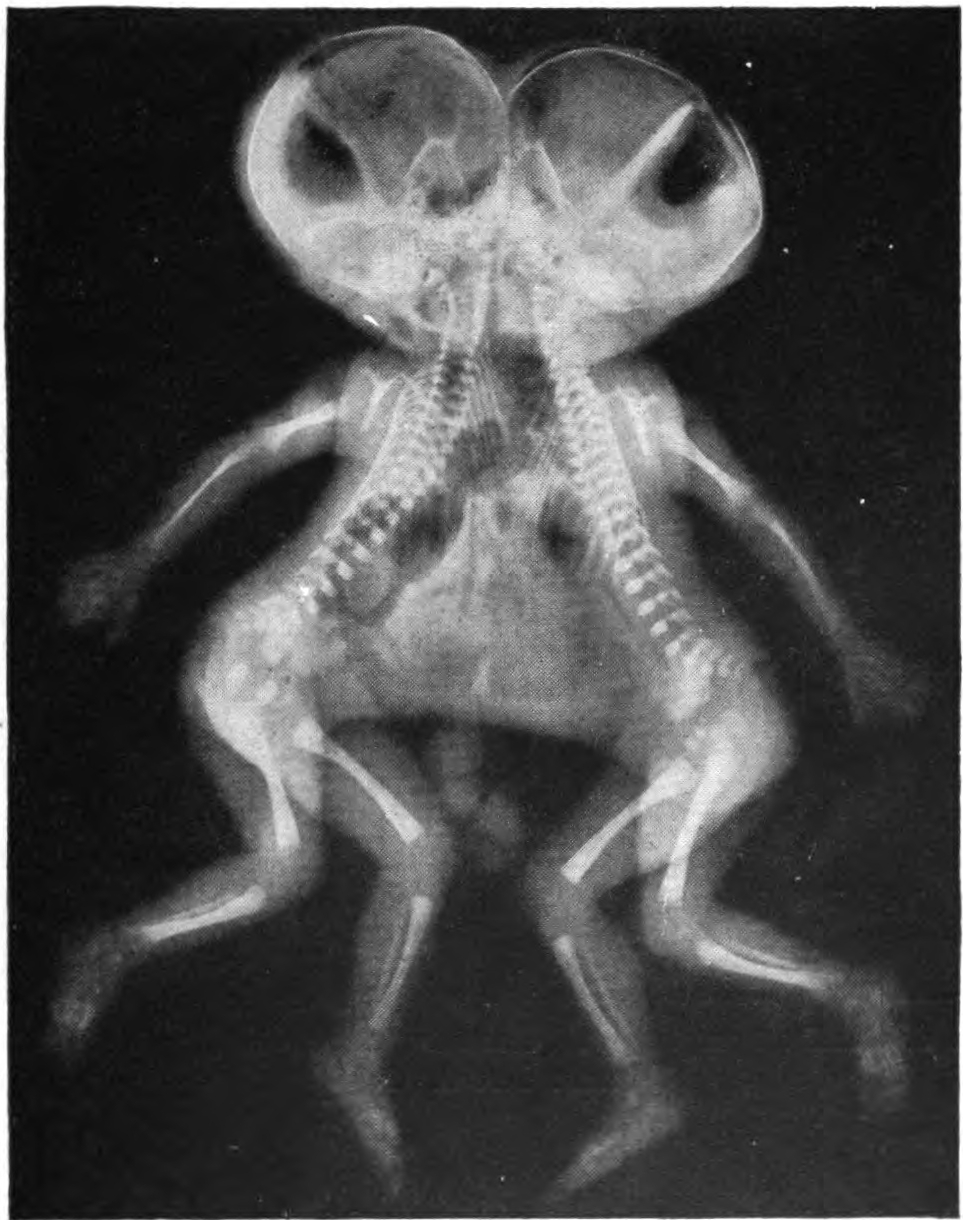
Raggi X di gemelli siamesi affetti da cephalothoracopagus
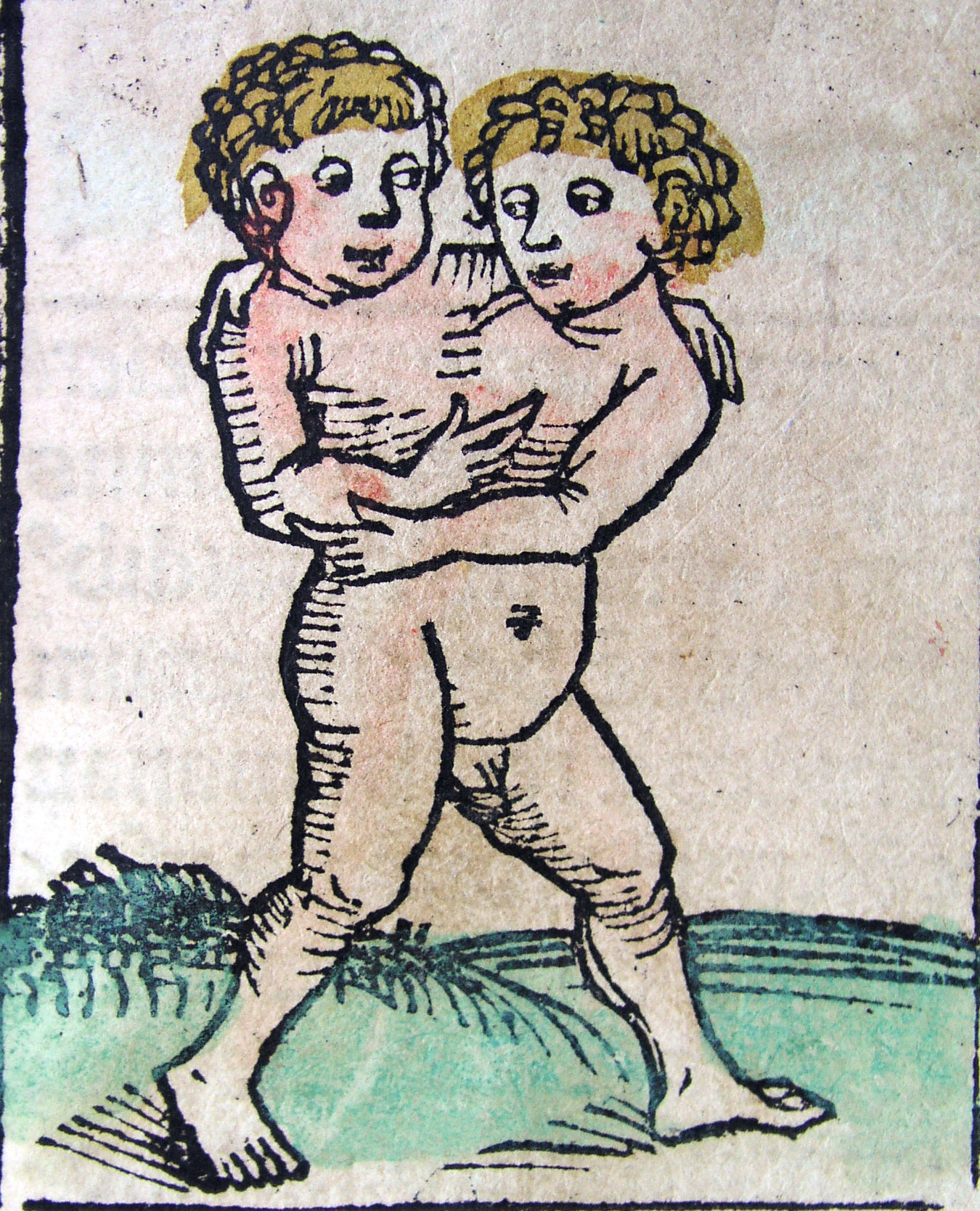
Gemelli siamesi da Cronache di Norimberga (1493)
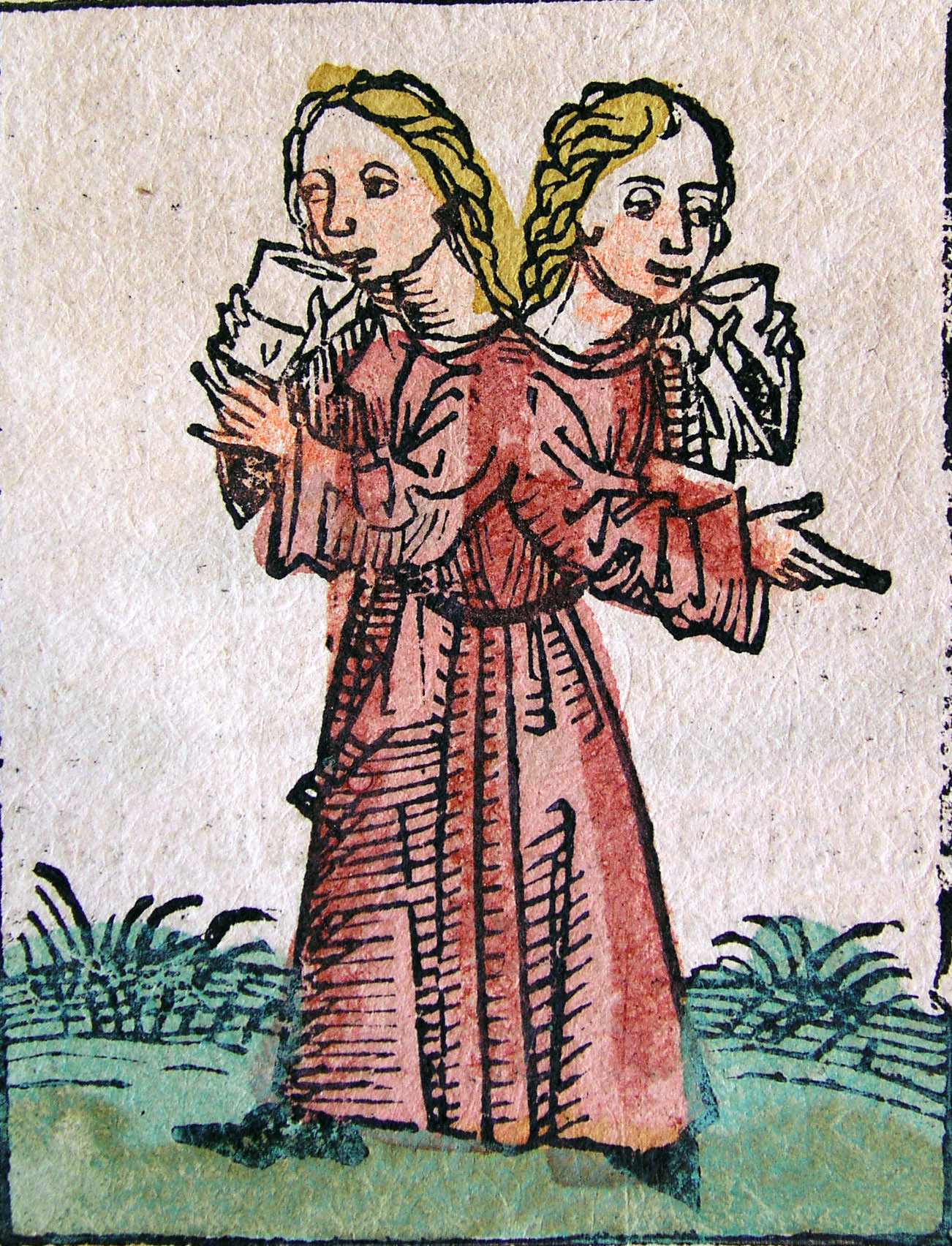
Gemelle siamesi da Cronache di Norimberga (1493)
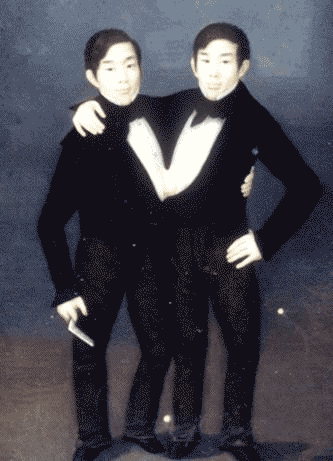
Chang e Eng Bunker, acquarello su avorio, 1835 o 1836.
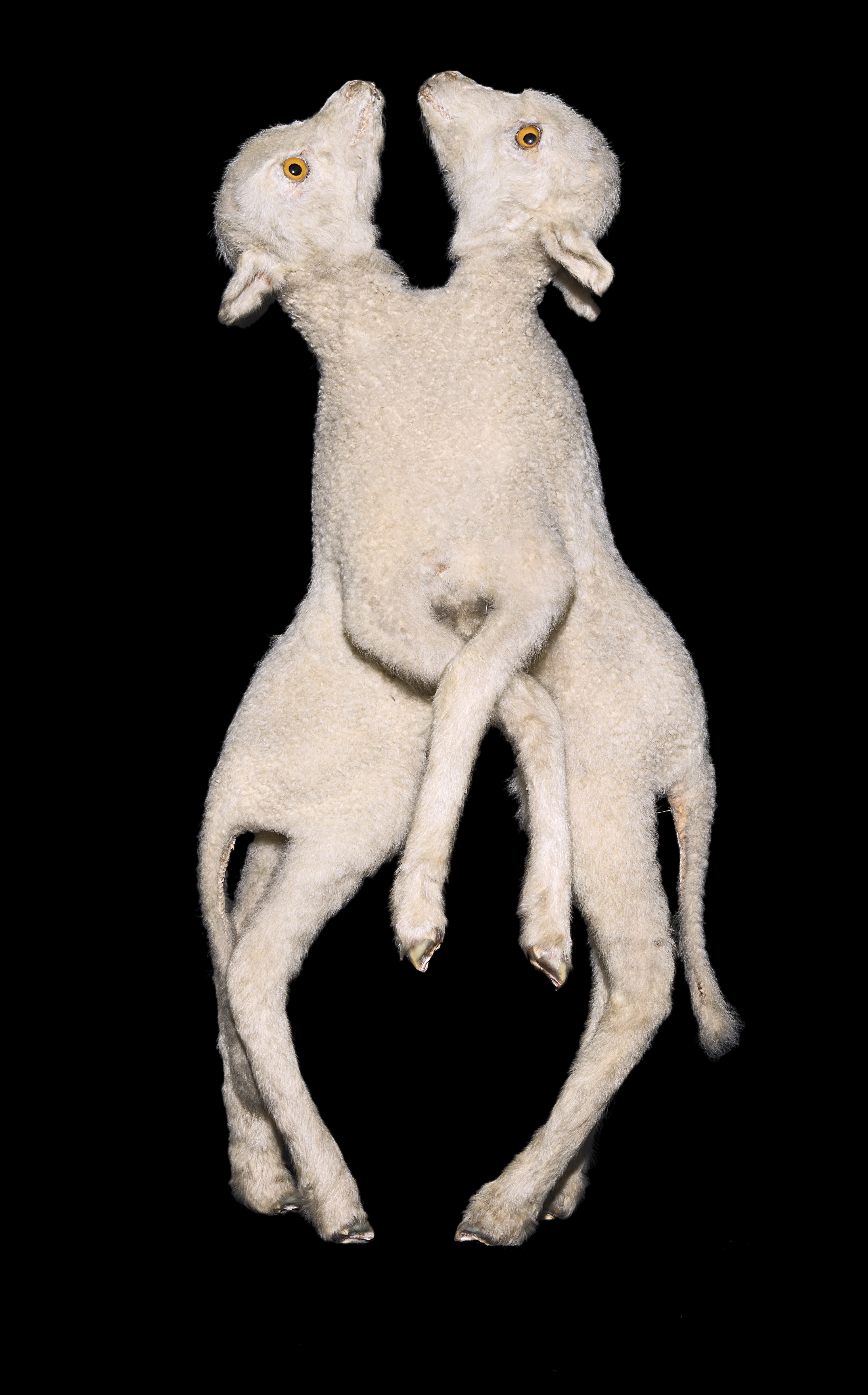
Agnelli gemelli siamesi
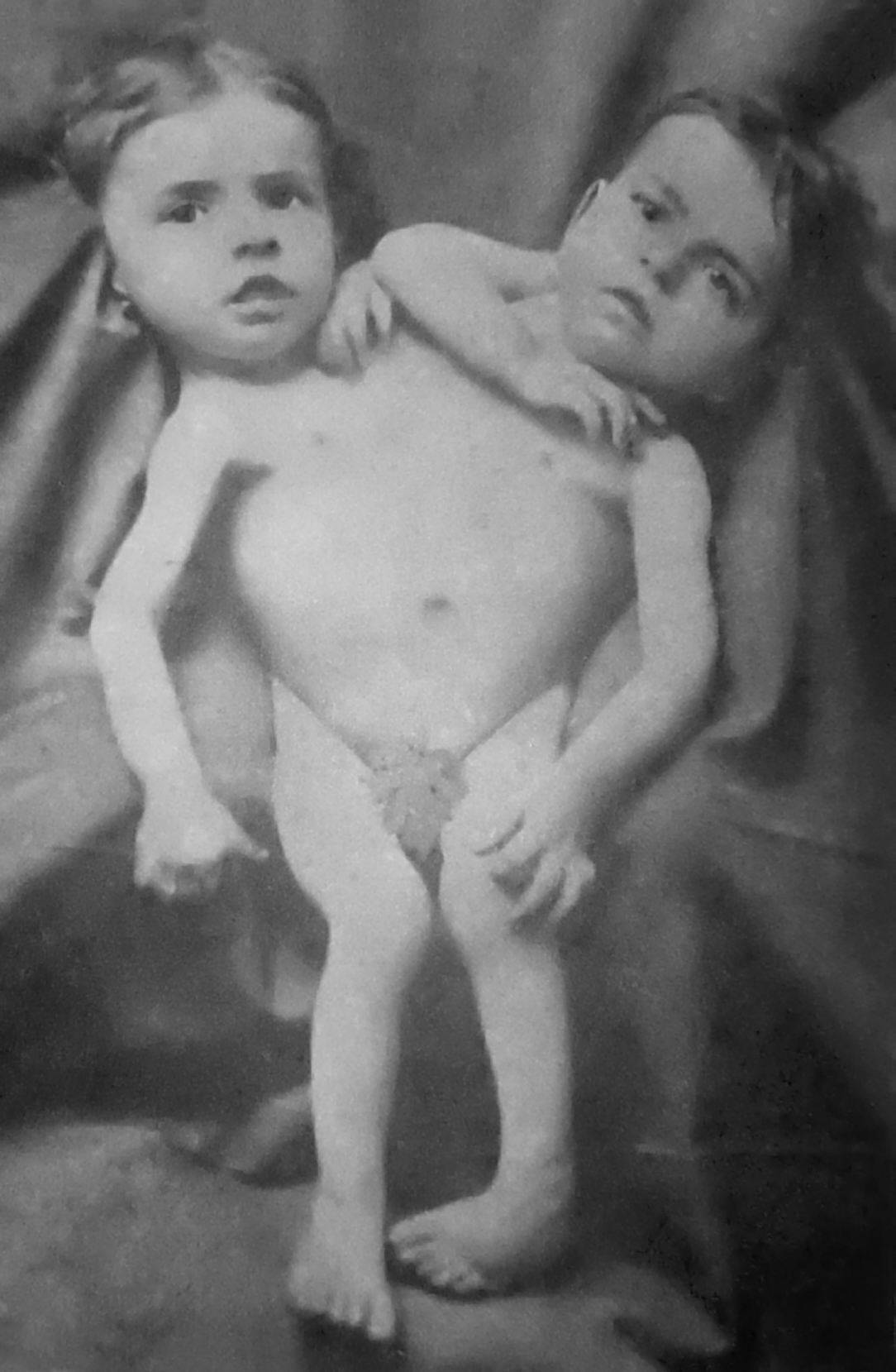
Un esempio di policefalia